# Baptiste Carême
Pour les articles homonymes, voir Carême (homonymie).
Baptiste Carême, né le  25 octobre 1985 à Grande-Synthe (Nord), est un joueur de badminton français spécialiste du double hommes et du double mixte. Il compte une quarantaine de sélections en équipe de France de badminton.
Il est licencié au club de badminton de Grande-Synthe et s'entraîne à l'INSEP. Puis, il rejoint le club de Aulnay et Marie Batomene. 
Le 12 mai 2016, il annonce prendre sa retraite internationale après plus de 12 ans à porter le maillot de l'équipe de France. Il honorera lors de la 29e édition de la Thomas Cup (du 15 au 22 mai 2016) en Chine (Kunshan) sa 42e et dernière sélection.
Par la suite, il encadre et coache les paires de doubles au sein de la Fédération française de badminton. Dernière apparition en date, les Championnats d'Europe junior par équipe où les bleuets obtiennent la médaille d'argent contre le Danemark.

## Vie privée
Il est le fils de Damien Carême, député européen (EÉLV) et ancien maire (PS, puis EÉLV) de Grande-Synthe.

## Palmarès
International
- Estonia Kalev International 2005 associé à Benoît Azzopard.
- Croatian International 2008 associé à Laura Choinet.
- Dutch International 2011 - Challenge (Pays-Bas) associé à Sylvain Grosjean.
- White Nights 2012 (Russie) en double hommes associé à Gaëtan Mittelheisser et en double mixte associé à Audrey Fontaine.
- Karkhov International 2012 (Ukraine) en double hommes associé à Gaëtan Mittelheisser.
- finaliste du French International 2013 en double hommes associé à Gaëtan Mittelheisser.
- Jeux méditerranéens de 2013  Médaille de bronze en double hommes, associé à Gaëtan Mittelheisser..
- White Nights 2013 (Russie) en double hommes associé à Ronan Labar.
- Yonex Dutch Open 2014 - Grand Prix (Pays-Bas) en double hommes associé à Ronan Labar.

National
- Quadruple champion de France en double mixte : en 2009, 2010 et 2011 associé à Laura Choinet ; en 2012 associé à Audrey Fontaine ;
- Quintuple champion de France en double hommes : en 2011 et 2012 associé à Sylvain Grosjean ; en 2013 associé à Gaëtan Mittelheisser ; en 2014 et 2015 associé à Ronan Labar.